# Бонье, Шарль
Не следует путать с философом Шарлем Бонне.
Шарль Бонье (фр. Charles Baugniet; 27 февраля 1814, Брюссель, Бельгия — 5 июля 1886, Севр, Франция) — бельгийский художник, известный работами в жанре портрета и в технике литографии.

## Биография
Шарль Бонье родился в Брюсселе в семье клерка Шарля Жозефа Бонье и Александрины Роленс, дававшей уроки пения и игры на фортепиано. У Шарля было две младших сестры: Адель и Анна.
Сам Шарль женился в 1844 году на Антуанетте Хони..

## Творчество
С ранних лет Шарль Бонье проявлял интерес к рисованию. В 1827 году он поступил в Академию изящных искусств Брюсселя, где его наставниками были Жозеф Паелинк и Флоран Виллемс. Он проявил особый интерес к литографии, набиравшей в то время популярность. По окончании учёбы в 1829 году, отец Шарля устроил его на работу в министерство финансов, где работал сам. Это не помешало Шарлю продолжить заниматься любимым делом, он делал карандашные портреты коллег и друзей.

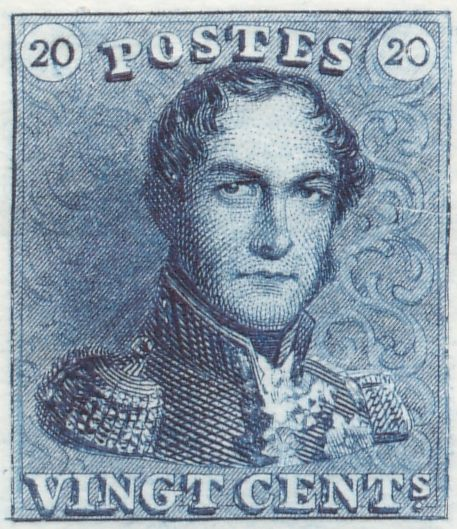
Первая бельгийская марка («Эполеты», 1849)
Рисунок Шарля Бонье

Публикация литографий Бонье в журнале «Артист» способствовала его известности. Он покинул свой пост в министерстве и полностью посвятил себя искусству. С 1835 по 1842 годы Бонье выполнил в технике литографии около ста тридцати портретов депутатов бельгийской Палаты представителей. Как и многие художники, желая самосовершенствоваться, Бонье уехал в 1837 году в Париж. Там он провел несколько месяцев вращаясь в артистических кругах. Художник увековечил свои парижские знакомства в серии литографий. Между 1837 и 1840 годами он выполнил тридцать портретов, в том числе таких художников, скульпторов и музыкантов как Луи Галле, Никез де Кейзер, Эжен Симонис, Жан Батист Маду, Орас Верне, Поль Деларош, Ипполит Белланже, Франсуа Бушо, Жан Пьер Дантан и Шарль Огюст де Берио. Альбом литографий вышел под редакцией Антуана Девасма, каждый портрет сопровождался биографией, написанной самими моделями. В 1841 году, не без протекции представителей Палаты, художнику предоставилась честь нарисовать портреты членов бельгийской королевской семьи. Бонье также известен тем, что нарисовал первую бельгийскую почтовую марку, введенную в обращение 1 июля 1849 года и прозванную «Эполеты». Марка изображала короля Леопольда I с портрета кисти Лиэвина де Винне.
В 1843 году он переехал в Лондон. Представленный полпредом Леопольда I Сильвеном Ван де Вейером принцу-консорту Альберту, Бонье выполнил портрет последнего. Эта привилегия послужила художнику хорошей рекламой, и он стал получать заказы от представителей лондонского высшего общества. В конце 1850-х спрос на литографии пошел на спад, фотография постепенно вытесняла рисованные портреты. В 1857 году Бонье написал маслом картину «Швея». Она привлекла внимание художника Уильяма Фрайта, который посоветовал Бонье продолжить писать маслом и давал ему советы по этой технике.
Художник выполнил в Лондоне ещё несколько литографий прежде чем окончательно переехать в Париж. Там он сосредоточился на живописи и регулярно выставлял свои работы в салонах Парижа, Брюсселя и Лондона. Чаще всего Бонье писал женщин: «Читательница», «Визит к вдове», «Письмо», «Урок рисунка».

## Галерея

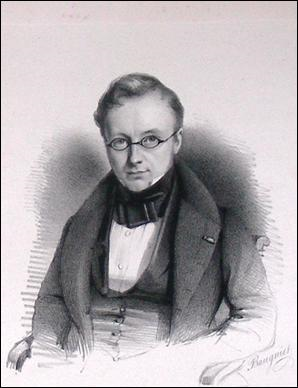
Портрет Поля Дево, ок. 1835—1842
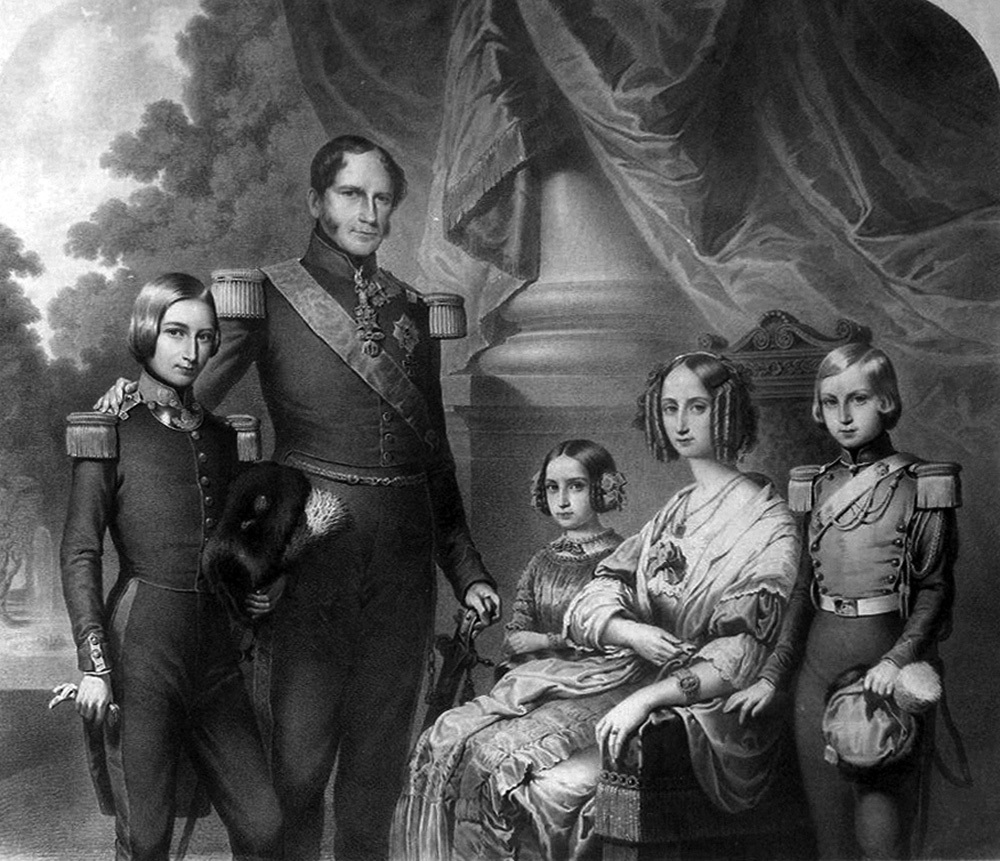
Семья Леопольда I
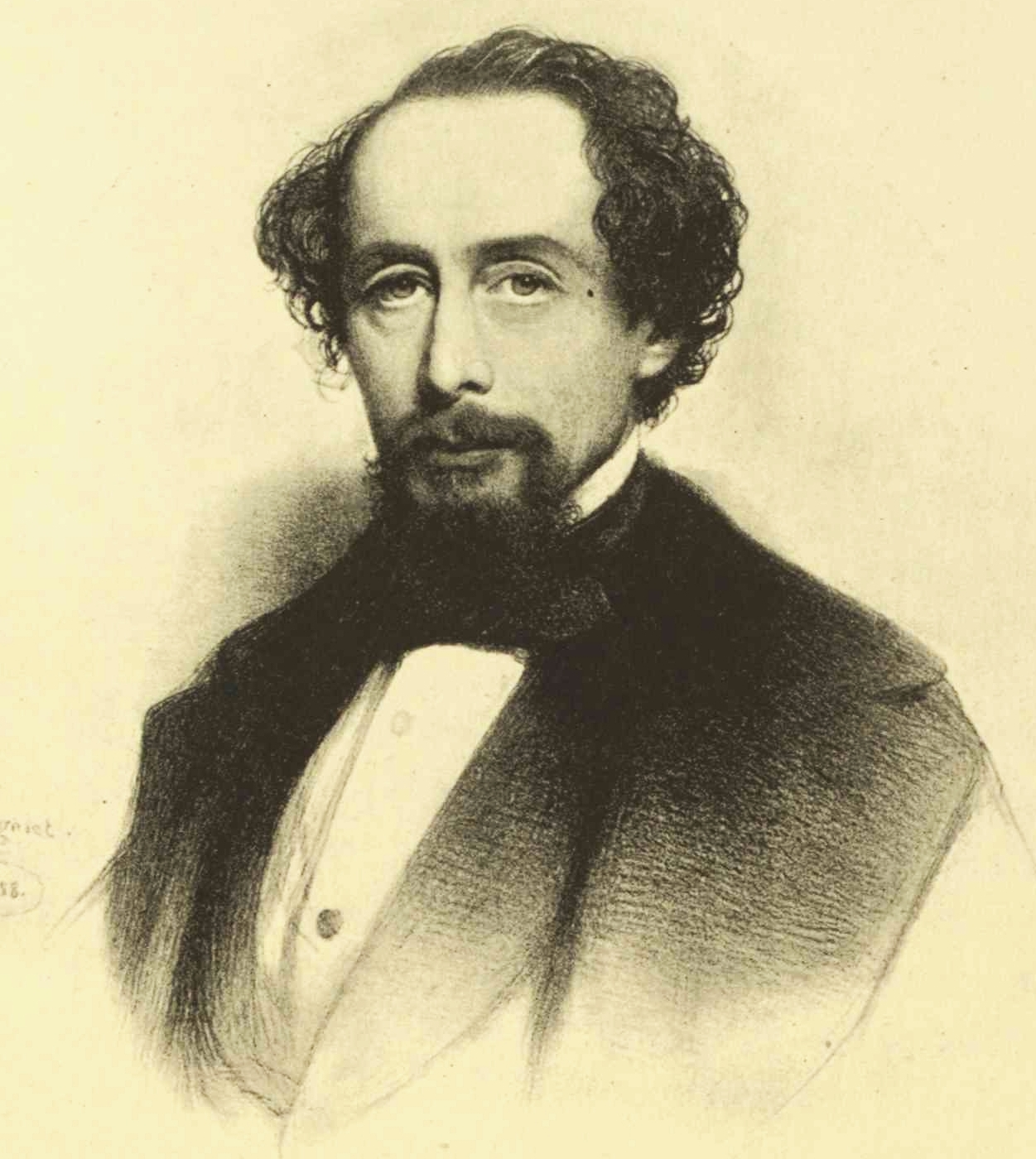
Портрет Чарльза Диккенса, 1858
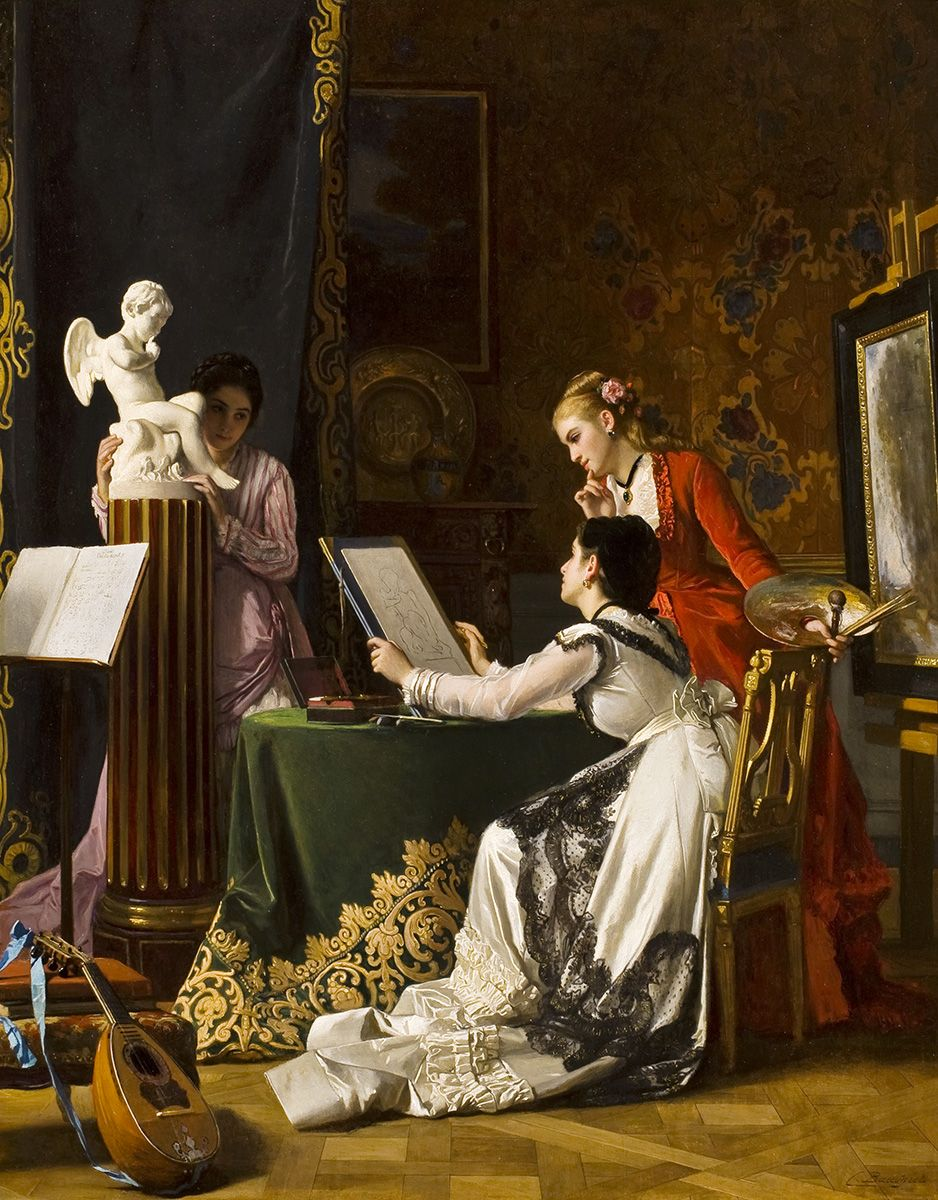
«Урок рисунка»